# Panamakanal-Behörde

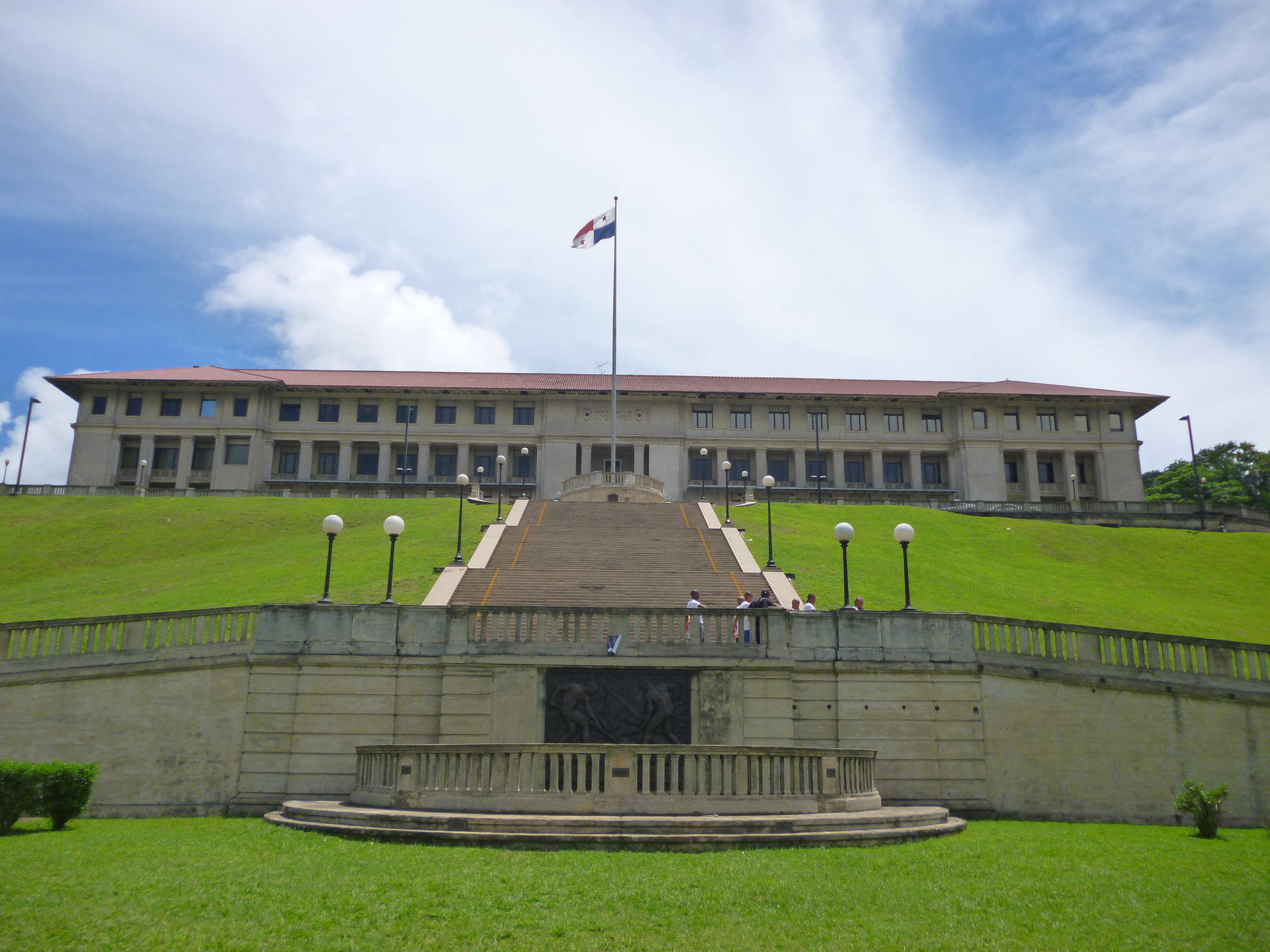
Verwaltungsgebäude

Die Panamakanal-Behörde (spanisch Autoridad del Canal de Panamá, ACP; englisch Panama Canal Authority, PCA) ist die Behörde des Staates Panama mit Sitz in Balboa, die seit 1999 den Panamakanal verwaltet und betreibt.

## Grundlagen
Die Panamakanal-Behörde ist eine selbständige juristische Person. In deutscher Terminologie würde man sie als Anstalt des (panamaischen) öffentlichen Rechts bezeichnen. Sie basiert auf Titel XIV (Art. 315 – 323) der panamaischen Verfassung.
Oberstes Organ ist der Verwaltungsrat (Junta Directiva – Board of Directors), der aus elf Direktoren besteht. Der Vorsitzende des Verwaltungsrates wird vom Präsidenten der Republik ernannt, er ist gleichzeitig Minister für Kanalangelegenheiten. Neun Direktoren werden vom Präsidenten und seinem Kabinett mit Zustimmung des Parlamentes ernannt, ein Direktor wird allein vom Parlament ernannt. Die Amtszeit der Direktoren beträgt neun Jahre. Die ACP hat einen Beirat (Junta Asesora – Advisory Board), bestehend aus 18 Personen aus verschiedenen Ländern, die für zwei Jahre bestellt werden.
Die Geschäfte der ACP werden von einem Verwalter (Administrador) und seinem Vertreter gemäß den Vorgaben des Verwaltungsrates geleitet. Der Verwalter vertritt die ACP nach außen. Er wird für eine Amtszeit von sieben Jahren vom Verwaltungsrat bestellt.
Die Hauptverwaltung befindet sich in Balboa im Administration Building No. 101, dem traditionellen Sitz der Kanalverwaltung seit 1914.

## Aufgaben
Während der Kanal selbst unveräußerliches Eigentum des panamaischen Volkes ist, obliegt der ACP die Verwaltung, der Betrieb, die Erhaltung und Wartung sowie die Modernisierung des Kanals. Die ACP verfügt dazu über eigenes Vermögen und selbständige Verwaltungsbefugnisse. Die Zuständigkeit der ACP erstreckt sich auch auf die zum Kanal gehörenden Gewässer, Seen und deren Zuflüsse. Einzelheiten sind in einem Organisationsgesetz geregelt. Die ACP ist an die Bestimmungen des Abkommens über die Neutralität des Kanals gebunden, das ein Bestandteil der am 7. September 1977 zwischen den USA und Panama abgeschlossenen Torrijos-Carter-Verträge ist.

## Geschichte
Die Vereinigten Staaten hatten seit dem Abschluss des Hay-Bunau-Varilla-Vertrags 1904 die Hoheit über den 1914 eröffneten Kanal und die Panamakanalzone, einen Landstreifen entlang des Kanals. Die Tatsache sorgte wiederholt für Spannungen zwischen der US-Regierung und Panama.
1977 handelte US-Präsident Jimmy Carter mit General Omar Torrijos die Torrijos-Carter-Verträge aus, nach denen der Kanal bis zum Jahre 2000 an Panama zurückzugeben sei. 1979 wurde durch den Panama Canal Act of 1979 eine aus US-Vertretern und Vertretern Panamas bestehende Panama Canal Commission gegründet, um ab dem 1. Oktober 1979 die Verwaltung des Panamakanals zu übernehmen.
Die heutige Panamakanal-Behörde wurde am 27. Dezember 1997 gegründet, um die Verwaltung des Panamakanals zu übernehmen, was dann am 31. Dezember 1999 um 12 Uhr geschah. Die Behörde ist autonom, allerdings wird ihr Vorstand vom panamaischen Präsidenten ernannt.
Die erste Sitzung ihres Verwaltungsrates fand am 12. Februar 1998 statt. Nach einer Übergangszeit, in der der Kanal gemeinsam mit der Panama Canal Commission verwaltet wurde, übernahm die ACP am 31. Dezember 1999 die alleinige Verantwortung und Verwaltung.
Obwohl in den USA und auch in der Schifffahrtindustrie nach der Übergabe Bedenken hinsichtlich der Verwaltung des Kanals bestanden, war die Panamakanal-Behörde bislang recht erfolgreich. Am 22. Oktober 2006 stimmten die Bürger Panamas in einem Referendum für den weiteren Ausbau des Kanals, der am 26. Juni 2016 in Betrieb ging.
Die ehemalige US-Botschafterin in Panama, Linda Ellen Watt, die von 2002 bis 2005 im Amt war, sagte, dass der Betrieb des Kanals in panamaischen Händen „hervorragend“ gewesen sei. „Die internationale Schifffahrtsgemeinschaft ist sehr zufrieden“, fügte Watt hinzu.

## Gegenwart
Der Vorsitzende des Verwaltungsrates ist seit 2022 Jose Ramón Icaza Clément, gleichzeitig Minister für Kanalangelegenheiten. Er ist Nachfolger von Roberto Roy, der 2012 sein Amt antrat.
Ricaurte Vasquez ist seit 2019 Verwalter (Administrador) des Kanals. Bis 2019 war dies Jorge L. Quijano, ein seit 1975 in der Kanalverwaltung tätiger Ingenieur. Quijano folgte am 4. September 2012 auf Alberto Alemán Zubieta, der dieses Amt 16 Jahre innehatte. Die ACP hat etwa 9000 Mitarbeiter. Die ACP ist nicht nur in der Kanalverwaltung tätig, sondern liefert Elektrizität sowie 95 % des Trinkwassers für die Städte Colón, Panamá, San Miguelito und zukünftig auch Chorrera. Die mit Abstand größte Aufgabe der ACP ist die Erweiterung des Kanals mit dem Bau neuer Schleusen, die 2016 fertiggestellt wurde, sowie der Bau der Atlantic Bridge, einer Schrägseilbrücke am atlantischen Ende des Kanals.
Laut Geschäftsbericht 2011 hatte die ACP Erlöse von insgesamt 2.318 Mio. Balboa (= US-Dollar), davon 1.730 Mio. Balboa Kanalgebühren. Der Jahresüberschuss (net profit) betrug 1.229 Millionen Balboa. 12.989 Hochseeschiffe, davon 6.918 solche der Panamax-Klasse, sowie 1.695 weitere Schiffe durchfuhren den Kanal im Geschäftsjahr 2011.
Die beförderte Tonnage wuchs um 7,3 % auf 322,1 Mio. PCUMS (Einheiten des Panama Canal Universal Measurement System).
2024 verzeichnete der Panamakanal insgesamt 11.240 Durchfahrten von Hochsee- und kleinen Handelsschiffen, die 210 Millionen Tonnen Fracht transportierten und insgesamt 3.381 Millionen Balboa an Mautgebühren einbrachten.